# Kārīzān-e Mollā Aḩmad
Kārīzān-e Mollā Aḩmad (persiska: کاريزان ملّا احمد, Kārīzān, Kārīzūn) är en ort i Iran.   Den ligger i provinsen Khorasan, i den nordöstra delen av landet, 800 km öster om huvudstaden Teheran. Kārīzān-e Mollā Aḩmad ligger 1 434 meter över havet och antalet invånare är 246.
Terrängen runt Kārīzān-e Mollā Aḩmad är varierad.Runt Kārīzān-e Mollā Aḩmad är det ganska glesbefolkat, med 34 invånare per kvadratkilometer. Närmaste större samhälle är Berdū, 2,8 km norr om Kārīzān-e Mollā Aḩmad. Omgivningarna runt Kārīzān-e Mollā Aḩmad är i huvudsak ett öppet busklandskap.